# 344641 Szeleczky
344641 Szeleczky è un asteroide della fascia principale. Scoperto nel 2003, presenta un'orbita caratterizzata da un semiasse maggiore pari a 2,6049550 UA e da un'eccentricità di 0,1321503, inclinata di 4,04247° rispetto all'eclittica.